# Alfonz asztúriai herceg (1453–1468)
Alfonz asztúriai herceg (Tordesillas, 1453. november 17. – Cardeñosa, 1468. július 5.)

## Családja
II. János kasztíliai király és Portugáliai Izabella kasztíliai királyné fia, a Trastámara-ház sarja. Ő volt a későbbi I. Izabella kasztíliai királynő két évvel fiatalabb öccse, Őrült Johanna királynő és Aragóniai Katalin angol királyné anyai nagybátyja.
Apai nagyszülei: III. Henrik kasztíliai király és Lancasteri Katalin kasztíliai királyné volt.
Anyai nagyszülei: János portugál herceg, Reguengos de Monsaraz lordja és Bragança Izabella portugál királyi hercegnő volt.
Szülei 1447. július 22-én házasodtak össze. Apja egyszer már nős volt, első feleségétől, Aragóniai Máriától született három leánya (Katalin, Eleonóra és Mária) és egy fia, a későbbi IV. Henrik kasztíliai király, 1425-ben. Aragóniai Mária 1445-ben, 48 évesen halt meg.

## Élete
Amikor II. János 1454-ben, 49 évesen elhunyt, utódja a trónon pedig az Aragóniai Máriától született fia, az akkor 29 esztendős Henrik lett, aki azonnal szigorú házi őrizet alá vonta mostohaanyját és az asszony két gyermekét, Izabellát és Alfonzot is. (Alfonz ekkor még egyéves sem volt, nővére, Izabella pedig mindössze három esztendős volt, ráadásul elszakították őket édesanyjuktól. Az özvegy királynét Arevalo-ba, míg gyermekeit Segoviába száműzte IV. Henrik.) IV. Henrik azért szánta el magát erre a lépésre, mert attól tartott, hogy mostohaanyja megpróbálja majd megnyerni az ország nemességét, Alfonz trónigénye érvényesítése érdekében.
Amikor Alfonz hétéves lett, ő és nővére, Izabella Madridba költözhettek, ahol helyet kaptak IV. Henrik király második feleségének, Johannának udvartartásában. Akkoriban olyan pletykák terjengtek, miszerint a királyné megpróbálta megmérgezni Alfonzot, hogy saját leánya, Johanna számára biztosítsa IV. Henrik koronáját, annak halála után.
IV. Henrik 1440-ben megnősült, feleségül vette a 15 éves Blanka navarrai királyi hercegnőt, ám a házasságot állítólag nem hálták el, ezért a király 1453-ban kérte a frigy érvénytelenítését. A válást hivatalosan is kimondta az egyház, valamint a világi jogtudósok, 1453. május 11-én. (Blanka 1461-ben lett Navarra királynője, II. Blanka néven.)
Henrik 1455-ben újra megházasodott, ezúttal a 16 esztendős Portugáliai Johannát vette el, aki 1462 februárjában leánygyermeket hozott a világra, Johanna hercegnőt, akit azonban sokan nem ismertek el Henrik törvényes gyermekének. A pletyka szerint a kislány egy házasságtörő viszony gyümölcse, ugyanis a királyné állítólag Don Beltrán de la Cueva (Alburquerque 1. hercege) szeretője volt. (Emiatt később a hercegnő megkapta a „La Beltraneja” gúnynevet, és Henrik halála után támogatókat keresett, hogy segítségükkel megszerezhesse magának, ha kell, erőszakkal, Kasztília koronáját.)
IV. Henrik 1474-ben, 49 évesen távozott az élők sorából, s halálával azonnal fellángolt a családi belviszály a trón megszerzéséért. A néhai király gyermeke, Johanna hercegnő 1475-ben, mindössze 13 évesen azért ment férjhez az akkor már 19 éve özvegy, 43 esztendős V. Alfonz portugál királyhoz, hogy újdonsült férje hadserege támogatásával visszaszerezhesse jogosnak érzett koronáját. (Mindaddig Alfonz volt IV. Henrik örököse a trónon, amíg meg nem született Johanna hercegnő.)
Alfonz elkapta a pestisjárványt, és 1468. július 5-én, 14 évesen, Cardeñosa városában távozott az élők sorából. A Miraflores kolostorban helyezték őt végső nyugalomra. Alfonz utolsó kívánsága az volt, hogy halála után nővérét, Izabellát koronázzák meg Kasztília királynőjévé. Még abban az évben IV. Henrik hivatalosan is elismerte Alfonz nővérét, Izabellát, Asztúria hercegnőjeként, tehát trónörököseként, előtte azonban kísérletet tett arra, hogy a hercegnőt a portugál királyhoz adja feleségül. Azt remélte, Izabella majd megelégszik a Portugália királynéja címmel, s így már nem fog többé harcba szállni Kasztília trónjáért.
Csakhogy Izabella maga választott férjet, dacolva féltestvére javaslatával. A hercegnő 1469. október 19-én, 18 éves korában nőül ment a nála egy évvel fiatalabb Ferdinánd herceghez, II. János aragón király fiához. Hét közös gyermekük született, köztük a későbbi Őrült Johanna kasztíliai királynő és Aragóniai Katalin, VIII. Henrik angol király első felesége.
IV. Henrik leánya, Johanna hercegnő nem szült gyermeket férjének, V. Alfonznak  hatéves házasságuk során. Az asszony 1530-ban halt meg, 67 éves korában. Férje már 1481-ben elhalálozott. Johanna többé nem ment férjhez.